# 紫竹国际教育园区
紫竹国际教育园区位于上海市闵行区，毗邻上海交通大学、华东师范大学闵行校区，由闵行区政府与紫竹国家高新技术产业开发区共同出资建设。

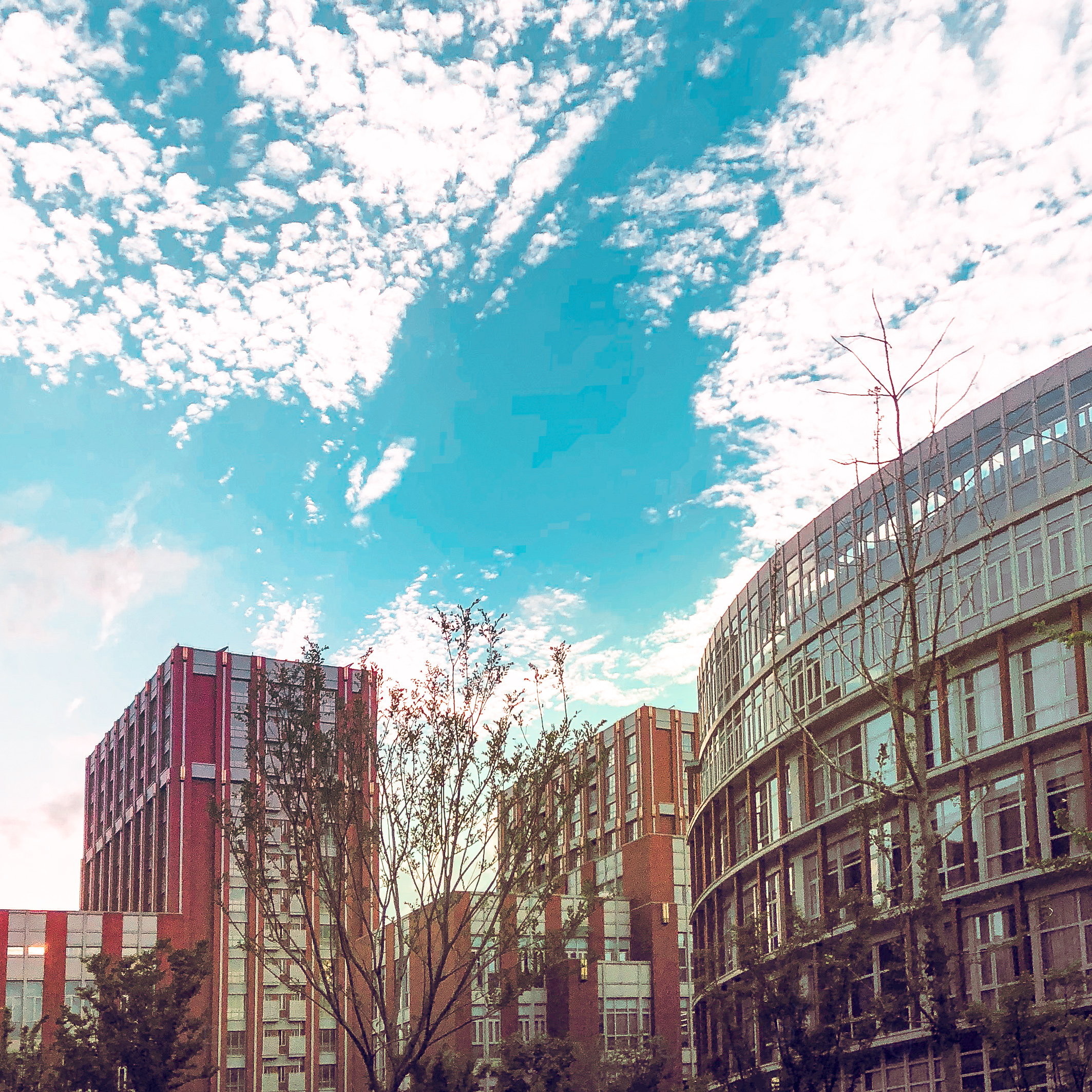
紫竹一隅

## 园区现状
园区于2013年启动建设，总规划用地约800亩，全面建成后，将拥有4－5个中外合作学院和办学项目，在校生约5000人。园区于2016年9月正式对外招生。

## 入驻院校
| 机构名称                                      | 本科生 | 研究生 | 中方         | 外方                                                                                          |
| 华东师范大学亚欧商学院                        | √      | √      | 华东师范大学 | 法国里昂商学院                                                                                |
| 上海交大-南加州大学文化创意产业学院           |        | √      | 上海交通大学 | 美国南加州大学                                                                                |
| 华东师大-北卡大学教堂山分校中美创新教育学院   |        |        | 华东师范大学 | 美国北卡罗来纳大学教堂山分校                                                                  |
| 上海交大-巴黎高科卓越工程师学院               |        |        | 上海交通大学 | 法國4所高校 巴黎综合理工学院 · 国立高等先进技术学校 · 国立巴黎高等矿业学校 · 巴黎高等电信学校 |
| 华东师范大学-海法大学转化科学与技术联合研究院 |        |        | 华东师范大学 | 以色列海法大学                                                                                |